# Tapirira chimalapana
Espèce
Classification phylogénétique
Statut de conservation UICN

 CR  : 
En danger critique
Tapirira chimalapana est une espèce d'arbre de canopée de la famille des Anacardiaceae. Cette espèce est endémique au Mexique.

## Répartition
Arbre endémique à la forêt primaire Uxpanapa - Chimalapa  dans les états d'Oaxaca et de Veracruz

## Préservation
Espèce menacée par la déforestation et l'exploitation forestière.